# VM i fodbold for kvinder 1999
Verdensmesterskabet i fodbold for kvinder 1999 var det tredje officielle VM for kvinder, og slutrunden blev afholdt i USA i perioden 19. juni – 10. juli 1999. Kampene blev spillet i San Jose, Boston, Washington D.C., Portland, New York/New Jersey, Chicago, San Francisco og Los Angeles.
Slutrunden var sidste VM i 1995 blevet udvidet fra 12 til 16 deltagende nationer. De kvalificerede hold spillede først en indledende runde med 4 grupper á 4 hold. De to bedste hold fra hver gruppe gik videre til kvartfinalerne.
Værtsnationen USA blev for anden gang verdensmester efter finalesejr over Kina efter straffesparkskonkurrence. Danmark tabte alle tre kampe i den indledende runde og gik dermed ikke videre til kvartfinalerne.

## Indledende runde
| Gruppe A            |                     |                     |       |
| USA - Danmark       | USA - Danmark       | USA - Danmark       | 3-0   |
| Nordkorea - Nigeria | Nordkorea - Nigeria | Nordkorea - Nigeria | 1-2   |
| Nordkorea - Danmark | Nordkorea - Danmark | Nordkorea - Danmark | 3-1   |
| USA - Nigeria       | USA - Nigeria       | USA - Nigeria       | 7-1   |
| Nigeria - Danmark   | Nigeria - Danmark   | Nigeria - Danmark   | 2-0   |
| USA - Nordkorea     | USA - Nordkorea     | USA - Nordkorea     | 3-0   |
|                     | Kampe               | Mål                 | Point |
| USA                 | 3                   | 13-1                | 9     |
| Nigeria             | 3                   | 5-8                 | 6     |
| Nordkorea           | 3                   | 4-6                 | 3     |
| Danmark             | 3                   | 1-8                 | 0     |

| Gruppe B             |                      |                      |       |
| Brasilien - Mexico   | Brasilien - Mexico   | Brasilien - Mexico   | 7-1   |
| Tyskland - Italien   | Tyskland - Italien   | Tyskland - Italien   | 1-1   |
| Brasilien - Italien  | Brasilien - Italien  | Brasilien - Italien  | 2-0   |
| Tyskland - Mexico    | Tyskland - Mexico    | Tyskland - Mexico    | 6-0   |
| Tyskland - Brasilien | Tyskland - Brasilien | Tyskland - Brasilien | 3-3   |
| Mexico - Italien     | Mexico - Italien     | Mexico - Italien     | 0-2   |
|                      | Kampe                | Mål                  | Point |
| Brasilien            | 3                    | 12-4                 | 7     |
| Tyskland             | 3                    | 10-4                 | 5     |
| Italien              | 3                    | 3-3                  | 4     |
| Mexico               | 3                    | 1-15                 | 0     |

| Gruppe C         |                  |                  |       |
| Japan - Canada   | Japan - Canada   | Japan - Canada   | 1-1   |
| Norge - Rusland  | Norge - Rusland  | Norge - Rusland  | 2-1   |
| Norge - Canada   | Norge - Canada   | Norge - Canada   | 7-1   |
| Japan - Rusland  | Japan - Rusland  | Japan - Rusland  | 0-5   |
| Canada - Rusland | Canada - Rusland | Canada - Rusland | 1-4   |
| Norge - Japan    | Norge - Japan    | Norge - Japan    | 4-0   |
|                  | Kampe            | Mål              | Point |
| Norge            | 3                | 13-2             | 9     |
| Rusland          | 3                | 10-3             | 6     |
| Canada           | 3                | 3-12             | 1     |
| Japan            | 3                | 1-10             | 1     |

| Gruppe D             |                      |                      |       |
| Kina - Sverige       | Kina - Sverige       | Kina - Sverige       | 2-1   |
| Australien - Ghana   | Australien - Ghana   | Australien - Ghana   | 1-1   |
| Kina - Ghana         | Kina - Ghana         | Kina - Ghana         | 7-0   |
| Australien - Sverige | Australien - Sverige | Australien - Sverige | 1-3   |
| Kina - Australien    | Kina - Australien    | Kina - Australien    | 3-1   |
| Ghana - Sverige      | Ghana - Sverige      | Ghana - Sverige      | 0-2   |
|                      | Kampe                | Mål                  | Point |
| Kina                 | 3                    | 12-2                 | 9     |
| Sverige              | 3                    | 6-3                  | 6     |
| Australien           | 3                    | 3-7                  | 1     |
| Ghana                | 3                    | 1-10                 | 1     |

## Slutspil

### Kvartfinaler
- Kina – Rusland 2-0 (Spartan Stadium, San Jose)

1-0 Pu Wei (37.), 2-0 Jin Yan (56.)
- Norge – Sverige 3-1 (Spartan Stadium, San Jose)

1-0 Ann Kristin Aarønes (51.), 2-0 Marianne Pettersen (58.), 3-0 Hege Riise (72. str.), 3-1 Malin Moström (91.)
- USA – Tyskland 3-2 (Jack Kent Cook Stadium, Washington D.C.)

0-1 Brandi Chastain (selvmål, 5.), 1-1 Tiffeny Milbrett (16.), 1-2 Bettina Wiegmann (46.), 2-2 Brandi Chastain (49.), 3-2 Joy Fawcett (66.)
- Brasilien – Nigeria 4-3 efs. (Jack Kent Cook Stadium, Washington D.C.)

1-0, 2-0 Cidinha (4., 22.), 3-0 Nene (35.), 3-1 Prisca Emeafu (63.), 3-2 Nkiru Okosieme (72.), 3-3 Nkishi Egbe (85.), 4-3 Sissi (104.)

### Semifinaler
- USA – Brasilien 2-0 (Stanford Stadium, San Francisco)

1-0 Cindy Parlow (5.), 2-0 Michelle Akers (80. str.)
- Norge – Kina 0-5 (Foxboro Stadium, Boston)

0-1 Sun Wen (3.), 0-2, 0-3 Liu Ailing (14., 51.), 0-4 Fan Yunjie (65.), 0-5 Sun Wen (72. str.)

### Bronzekamp
- Brasilien – Norge 0-0 efs. (Rose Bowl, Pasadena, Los Angeles)

Brasilien vandt 5-4 på straffespark

### Finale
- USA – Kina 0-0 efs. (Rose Bowl, Pasadena, Los Angeles)

USA vandt 5-4 på straffespark
Dommer: Nicole Petignat (Schweiz)
90.185 tilskuere